# 잉글랜드 웨일스 크리켓 연맹
잉글랜드 웨일스 크리켓 연맹(England and Wales Cricket Board, ECB)은 1997년 세워진 잉글랜드와 웨일스의 크리켓 기구이다. 1997년 1월 1일, 테스트 및 카운티 크리켓 위원회(TCCB), 전국 크리켓 협회(National Cricket Association), 크리켓 협의회(Cricket Council)가 담당하던 역할을 통합하기 위해 단일 관리 기구로 설립되었다. 1998년 4월에는 여성 크리켓 협회(Women's Cricket Association)가 이 기구에 통합되었다. ECB의 본사는 런던 북서부 로즈 크리켓 그라운드에 있다.
ECB는 잉글랜드 남자팀(테스트, 원데이 인터내셔널, T20I), 잉글랜드 여자팀, 잉글랜드 라이온스(남자 2부 리그), 지체 장애팀, 학습 장애팀, 시각 장애팀, 청각 장애팀 등 국가 대표팀을 포함하여 잉글랜드와 웨일즈의 모든 레벨의 크리켓을 감독한다.
이 기구는 잉글랜드 및 웨일즈 크리켓 위원회(England and Wales Cricket Board)이지만, 이전 기구에서 전환을 감독하는 사람들의 결정에 따라 ECB로 불린다.